# Gustav Sicher
Gustav Sicher (auch Gustav Benjamin Zeev Sicher; geboren 21. August 1880 in Klattau, Österreich-Ungarn; gestorben 6. Oktober 1960 in Prag, Tschechoslowakei) war ein tschechischer Rabbiner, Übersetzer und Schriftsteller. Von 1947 bis zu seinem Tod 1960 war er Oberrabbiner von Prag.

## Leben
Nach dem Abitur am Klattauer Gymnasium studierte Gustav Sicher am Rabbinischen Seminar in Wien und anschließend an der Prager Karls-Universität, wo er 1905 zum Doktor der Philosophie promoviert wurde. Anschließend arbeitete er kurze Zeit als Lehrer und Rabbiner in Innsbruck. Ab dem 1. April 1906 bis 1928 wirkte er als Rabbiner an der Jüdischen Gemeinde im ostböhmischen Náchod, wo er sich u. a. sozialen Aktivitäten und der Zionistischen Bewegung widmete. Daneben wirkte er von 1924 bis 1928 als Rabbiner im unweit gelegenen Dvůr Králové. 1928 wurde er zum Rabbiner des Prager Stadtteils Královské Vinohrady ernannt. Als Mitglied der Vereinigung tschechischer Rabbiner war er im Komitee für die geistliche Fürsorge im Rat der jüdischen Religionsgemeinschaften tätig. Daneben befasste er sich mit zionistischen Themen in der Bewegung Misrachi. Außerdem verfasste er zahlreiche Artikel für tschechische Zeitungen und den Rundfunk.
Nach dem Münchner Abkommen 1938 emigrierte Gustav Sicher im Dezember 1939 mit seiner Familie nach Palästina. Dort wirkte er im Jerusalemer Stadtteil Rechavia als Rabbiner für die Gemeinde von tschechischen und slowakischen Einwanderern. Zudem übernahm er die geistliche Fürsorge für Kranke und Sterbende im Jerusalemer Krankenhaus der Hadassah. Nach dem Zweiten Weltkrieg kehrte er nach Prag zurück, wo er 1947 zum Oberrabbiner ernannt wurde. Mit unverminderter Hingabe führte er seine Aufgaben fort.
1955 schuf der Künstler Max Švabinský eine Lithographie mit dem Porträt von Gustav Sicher.
Gustav Sicher starb am 6. Oktober 1960 in Prag. Er und seine verstorbene Ehefrau erhielten ein Ehrengrab auf dem Neuen Jüdischen Friedhof. Nachfolger im Amt des Prager Oberrabbiners wurde Richard Feder.

## Veröffentlichungen (Auswahl)
Zusammen mit dem Karliner Rabbiner Isidor Hirsch (1864–1940) übersetzte Gustav Sicher die Tora ins Tschechische.
- Das Erste Buch Mose erschien 1932
- das Zweite Buch Mose wurde 1935 von Isidor Hirsch veröffentlicht
- das Dritte Buch Mose wurde 1938 von Gustav Sicher veröffentlicht
- das Vierte Buch Mose wurde 1939 von Isidor Hirsch veröffentlicht, der
- 1950 auch das Fünfe Buch Mose herausgab.
- Postum erschien 1975: Volte život: Sborník prací a úvah Gustava Sichra. (Wählt das Leben. Sammlung von Arbeiten und Betrachtungen des Gustav Sicher; tschechisch).